# Gerhard Knappstein
Gerhard Knappstein (* 1948) ist ein deutscher Maschinenbauingenieur und Buchautor. 
Bekannt wurde er u. a. durch mehrere von ihm verfasste Bücher zum Themengebiet Technische Mechanik. Dazu gehören Statik, insbesondere Schnittprinzip, Kinematik und Kinetik und Aufgaben zur Festigkeitslehre – ausführlich gelöst, alle sind inzwischen in mehreren Auflagen im Verlag Harri Deutsch erschienen.
Gerhard Knappstein absolvierte eine Ausbildung zum Werkzeugmacher sowie ein Studium des Maschinenbaus, bevor er drei Jahre in der Branche als Berechnungsingenieur arbeitete. Seit Längerem ist Knappstein als wissenschaftlicher Mitarbeiter am Institut für Mechanik und Regelungstechnik des Fachbereichs Maschinenbau an der Universität Siegen tätig.